# Henningesjön
Henningesjön är en sjö i Söderhamns kommun i Hälsingland och ingår i Skärjåns huvudavrinningsområde. Sjön är 3 meter djup, har en yta på 0,282 kvadratkilometer och är belägen 83 meter över havet. Sjön avvattnas av vattendraget Östbyån.

## Delavrinningsområde
Henningesjön ingår i det delavrinningsområde (678249-154815) som SMHI kallar för Utloppet av Henningesjön. Medelhöjden är 132 meter över havet och ytan är 4,14 kvadratkilometer. Det finns ett avrinningsområde uppströms, och räknas det in blir den ackumulerade arean 18,69 kvadratkilometer. Östbyån som avvattnar avrinningsområdet har biflödesordning 2, vilket innebär att vattnet flödar genom totalt 2 vattendrag innan det når havet efter 40 kilometer. Avrinningsområdet består mestadels av skog (73 procent) och jordbruk (10 procent). Avrinningsområdet har 0,28 kvadratkilometer vattenytor vilket ger det en sjöprocent på 6,8 procent.